# Dombeya populnea
Dombeya populnea är en malvaväxtart som beskrevs av Henri Ernest Baillon. Dombeya populnea ingår i släktet Dombeya och familjen malvaväxter. Inga underarter finns listade i Catalogue of Life.

## Bildgalleri

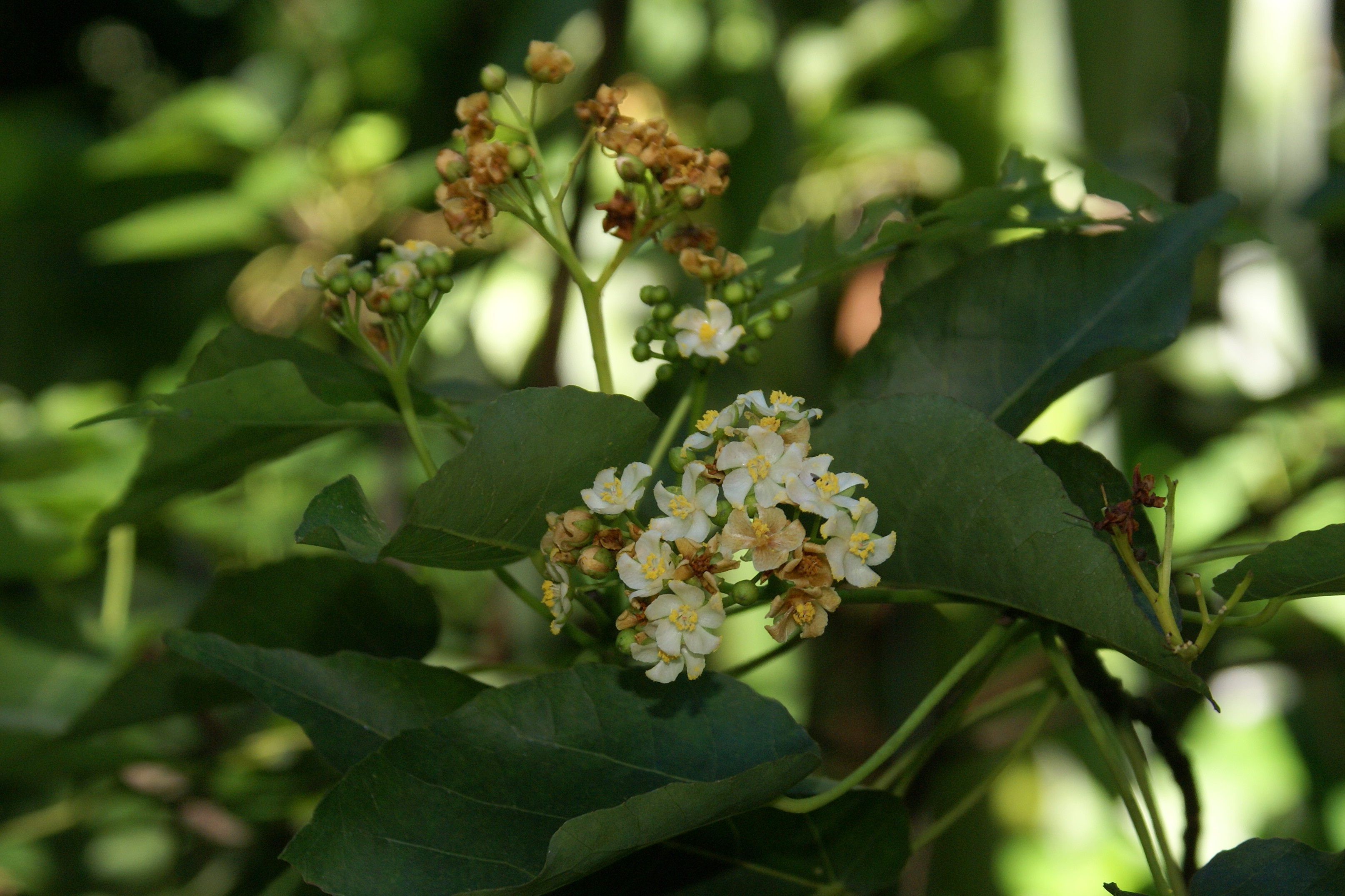